# Vitaliano (general)
Flávio Vitaliano (em latim: Flavius Vitalianus, em grego: Βιταλιανός; romaniz.: Vitalianós; m. junho de 520) foi um oficial bizantino do século VI, ativo sob os imperadores Anastácio I (r. 491–518) e Justino I (r. 518–527). Era nativo de Zaldapa, na Mésia Inferior, filho de Patricíolo e da irmã de Macedônio II. Em 503, acompanhou seu pai na Guerra Anastácia contra o Império Sassânida e em 513 é citado como conde dos federados na Trácia. Aproveitando-se de sua posição na província e do ressentimento dos calcedônios pelas medidas impopulares de Anastácio, Vitaliano lançou uma grande revolta contra ele.
Sucessivas tentativas de aproximação a Anastácio falharam e a revolta continuou até ser finalmente debelada em 515. Vitaliano se escondeu até a morte de Anastácio e, sendo um vigoroso calcedônio, foi perdoado por Justino I (r. 518–527) e inserido nas discussões com o papa para terminar com o cisma acaciano. Foi nomeado cônsul no ano de 520, mas foi morto antes de assumir, provavelmente por ordem do sobrinho — e herdeiro — de Justino, Justiniano (r. 527–565).

## Biografia

### Origem e família
Vitaliano nasceu em Zaldapa, na Mésia Inferior (associada ao sítio próximo da vila moderna de Abrite, no nordeste da Bulgária). Segundo as descrições dos cronistas da época, era baixo e gaguejava, mas sua bravura e habilidades militares eram reconhecidas por todos. Ele é chamado de "godo" ou "cita" nas fontes. A mãe de Vitaliano, porém, era irmã do patriarca constantinopolitano Macedônio II (495–511), o que indica tanto um casamento misto quanto uma origem "bárbara" para seu pai Patricíolo. Qualquer que seja a origem de Patricíolo, seu nome tinha origem latina, enquanto os filhos de Vitaliano, os generais Buzes e Cutzes tinham nomes trácios, e o outro, Venilo, godo. Seu sobrinho, João, se tornou posteriormente um grande general nas guerras contra o Reino Ostrogótico. Ele também era parente de Estêvão e do monge Leôncio.
A afirmação de que era "godo" se baseia numa única fonte siríaca e é atualmente considerada duvidosa. Da mesma forma, a afirmação de que seria "cita", aplicada por diversos autores da época, também não é conclusiva, pois poderia denotar os habitantes da Cítia Menor ou, na linguagem clássica habitual dos textos bizantinos, alguém vindo das regiões marginais do noroeste do mundo romano, centrado no Mediterrâneo. Neste caso, o termo tinha significado amplo, sem nenhum atributo étnico específico. Além disso, uma vez que nenhum dos "monges citas", com os quais ele e outros membros de sua família aparentemente tinham laços, expressaram nenhum parentesco, por sangue ou espiritual, com os godos arianos que reinavam na península Itálica, uma origem goda é também questionável.

### Revolta contra Anastácio

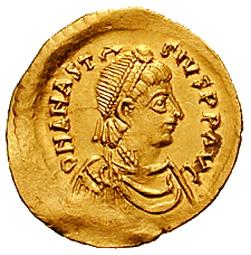
Semisse de r., seu adversário

Vitaliano é citado pela primeira vez em 503, quando acompanhou seu pai na Guerra Anastácia contra o Império Sassânida. Em 513, foi elevado à posição de conde na Trácia, talvez conde dos federados, liderando soldados bárbaros no exército; havia muitos hunos em suas fileiras. Na nova posição, se rebelou contra Anastácio I Dicoro (r. 491–518), aproveitando-se do ressentimento quanto às políticas militares, religiosas e sociais do imperador. Em 511, Anastácio havia alterado a forma do Triságio, adotando oficialmente o dogma miafisista (veja controvérsia monofisista), irritando toda a população calcedônia do império, já alienada por sua estrita política monetária. Além disso, Anastácio se recusou a prover as anonas ("provisões") dos federados, o que lançou para o lado do Vitaliano a fidelidade das tropas na Trácia, Mésia II e Cítia Menor, antes lideradas pelo impopular mestre dos soldados da Trácia Hipácio. Vitaliano matou dois oficiais seniores (Celearino e Constantino) que se mantiveram fiéis a Hipácio, convenceu Maxêncio a aderir a revolta e capturou Carino, amigo de Hipácio.
Ao mesmo tempo, se colocando na posição de defensor da fé calcedônia, conseguiu ganhar o apoio da população local, que se juntou a sua força que, segundo os cronistas, chegou a ter entre 50 e 60 mil homens, "soldados e camponeses", que marcharam em direção a Constantinopla, talvez desejando amealhar no caminho ainda mais gente. De fato, é provável que a revolta tenha mesmo sido motivada primordialmente por motivos religiosos, algo que transparece de suas sucessivas tentativas de chegar num acordo com Anastácio. Para conter sua propaganda, Anastácio ordenou que cruzes de bronze fossem colocadas na muralha de Constantinopla com inscrições com sua versão dos fatos. Anastácio também reduziu os impostos nas províncias da Bitínia e da Ásia para evitar que se unissem a ele.
Quando as forças rebeldes chegaram na capital, acamparam no subúrbio de Hebdomo e bloquearam a cidade por terra. Anastácio preferiu negociar e enviou como embaixador o ex-cônsul e mestre dos soldados na presença Patrício, o antigo patrocinador de Vitaliano. Para ele, Vitaliano abriu seus objetivos: a restauração da ortodoxia calcedônia e a resolução dos problemas com o exército federado. Patrício convidou ele e seus oficiais para irem até a cidade negociar, mas Vitaliano recusou e permitiu que seus oficiais mais graduados fossem no dia seguinte. As negociações seguintes foram conduzidas através de Teodoro. Os oficiais foram bem tratados por Anastácio, que deu-lhes presentes e prometeu que os problemas com os soldados seriam resolvidos. Também jurou que submeteria a disputa religiosa para que fosse resolvida pelo papa. Ao retornarem ao acampamento, os oficiais unanimemente pressionaram Vitaliano para que aceitasse o acordo e, sem alternativa, apenas oito dias depois de ter chegado, o rebelde se retirou e retornou com seus homens à Mésia Inferior.

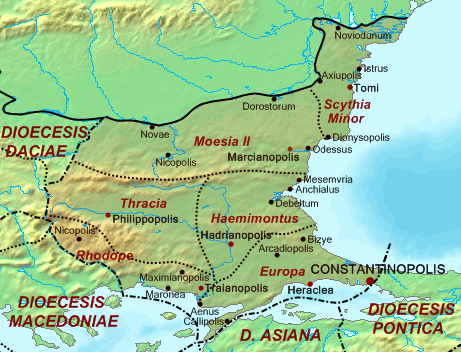
Diocese da Trácia, o palco das rebeliões

Anastácio então designou Cirilo como mestre dos soldados da Trácia e ele imediatamente atacou as forças rebeldes. Após algumas escaramuças inconclusivas, conseguiu entrar — via suborno — em Odesso, a base de Cirilo, e o matou. Vitaliano foi declarado "inimigo público" e um novo — e gigantesco — exército, supostamente com 80 mil homens, sob o comando de Hipácio, o novo mestre, e um huno chamado Alatar, foi enviado contra ele. Após vencer uma pequena batalha inicial, o exército imperial terminou eventualmente tendo que recuar até Odesso (outono de 513). Em Ácris, na costa do mar Negro, os homens de Vitaliano atacaram o forte de carros e conseguiram uma vitória total: a maior parte do exército imperial foi morta e ambos os comandantes foram feitos prisioneiros com o objetivo de obter um polpudo resgate.
A vitória consolidou sua posição. Com espólios, foi capaz de premiar regiamente seus seguidores e, com a notícia da aniquilação do exército imperial na região, as demais cidades e fortes da Mésia Inferior e da Cítia se renderam a ele. Logo depois, teve um golpe de sorte: em Sozópolis, seus homens capturaram uma embaixada enviada por Anastácio para pagar o resgate por seu sobrinho, incluindo ca. 498 quilos de ouro.[a] Hipácio, porém, não foi solto até o ano seguinte, pois Vitaliano o detestava, aparentemente porque havia insultado sua esposa. Em 514, novamente marchou para Constantinopla, desta vez juntando ao seu exército uma frota de 200 navios dos portos do mar Negro, que velejaram pelo Bósforo e ameaçaram a cidade por mar também; enquanto sua cavalaria foi à frente, Vitaliano acampou em Sostênio. Anastácio também sofreu com revoltas na cidade, que deixaram muitos mortos e feridos, e, por isso, resolveu enviar senadores para novamente negociar. Vitaliano aceitou se retirar com a condição de ser nomeado mestre dos soldados da Trácia e de receber o restante do resgate de Hipácio (ca. 2 270 quilos de ouro mais "presentes")[b]. Ambos trocaram juramentos de amizade e Anastácio prometeu reconvocar os bispos calcedônios exilados, voltar atrás nas mudanças feitas no Triságio e convocar um concílio geral da Igreja em Constantinopla para 1 de julho de 515. Eles também escreveram cartas ao papa Hormisda (r. 514–523) sobre a questão doutrinário e o papa escreveu uma resposta para Vitaliano em agosto.
Vitaliano recebeu a insígnia do comando trácio e foi auxiliado na administração por Hermógenes. Foi talvez nesse momento que o rei burgúndio Sigismundo enviou-lhe uma carta pedindo ajuda para Laurêncio e seu filho. O concílio jamais se realizou, uma vez que Hormisda e Anastácio continuavam brigados por conta do cisma acaciano e os bispos depostos também não conseguiram retornar para suas sés. Vendo que Anastácio não cumpriria suas promessas, no final de 515, Vitaliano novamente mobilizou suas forças e seguiu à capital. Seu exército capturou o subúrbio de Sícas (atualmente Gálata), do outro lado do Chifre de Ouro e de frente à cidade, acampando ali. Os dois mestres dos soldados na presença, Patrício e João, não queriam combater diretamente seu velho amigo Vitaliano e, por isso, o imperador deu o comando de suas forças para o ex-prefeito pretoriano do Oriente, Marino, um assistente confiável e influente. Apesar de sua falta de experiência militar, Marino derrotou a frota rebelde numa batalha na entrada do Chifre de Ouro. De acordo com o relato de João Malalas, ele conseguiu o feito utilizando-se de uma substância química baseada em enxofre inventada por Proclo de Atenas, similar ao posterior fogo grego. Marino então conseguiu aportar com seus homens na costa de Sícas e ali também derrotou os rebeldes. Desencorajado pelas derrotas sofridas, Vitaliano e seu exército fugiram para o norte sob o véu da noite. Como sinal de sua vitória, Anastácio liderou procissão à vila de Sostênio, o quartel-general de Vitaliano, e assistiu uma missa de agradecimento na Miguélio, a famosa igreja local dedicada a São Miguel Arcanjo.

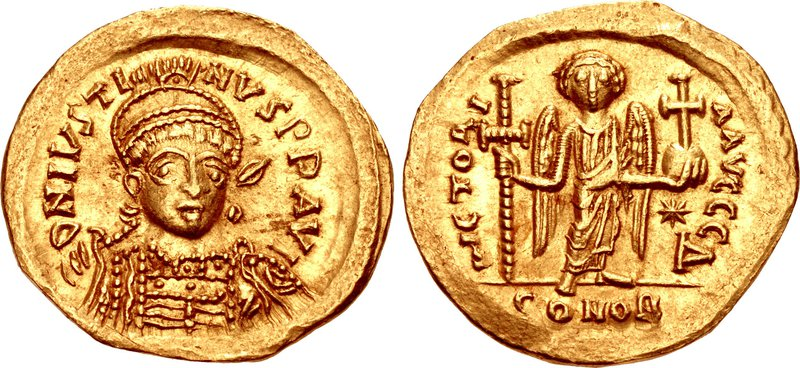
Soldo de r.

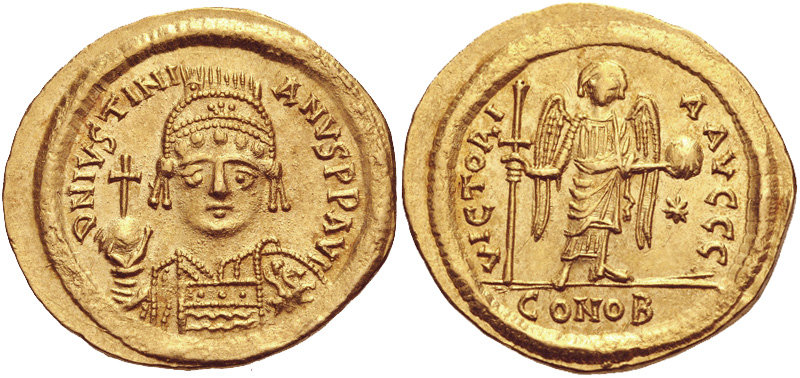
Soldo de Justiniano r.

### Últimos anos
Uma vez de volta na Trácia Setentrional, se escondeu e muitos de seus assistentes foram capturados e executados. Nos três anos seguintes, nada se sabe dele, embora um breve comentário de um cronista pode indicar que reapareceu e liderou outra revolta armada durante os meses finais da vida de Anastácio. Quando Anastácio morreu, em julho de 518, foi sucedido por Justino I (r. 518–527), o conde dos excubitores, que rapidamente tomou ações para reforçar seu reinado, dispensando diversos potenciais rivais e inimigos. Ao mesmo tempo, reconvocou Vitaliano a Constantinopla. Sete dias após sua chegada, foi nomeado mestre dos soldados na presença e conde, cônsul honorário, e, logo depois, patrício. Também é estilizado nas fontes como homem magnífico e gloriosíssimo.
Desde 518, como um bem-conhecido defensor da ortodoxia calcedônia, teve um papel importante na reafirmação destas doutrinas e na reconciliação com Roma sob o novo regime, participando das negociações com o papa. Também utilizou sua influência sobre Justino para assegurar a remoção do patriarca Severo de Antioquia, a quem odiava e teria tentado remover a língua; essa inimizade foi originada, segundo as várias fontes, de seu ressentimento pela substituição de Flaviano I (seu afilhado) no trono patriarcal por Severo e porque Severo o insultou em seus escritos. Ele foi aclamado, junto com outros dignitários, nos atos do Concílio de Tiro de 16 de setembro de 518 e no de Apameia no começo de 519.
Vitaliano estava entre os homens magníficos e sublimes que foram encontrar os legados papais no 10.ª miliário da capital e escoltaram-nos para Constantinopla. Também apoiou os monges citas e suas doutrinas teopasquitas e organizou uma reunião na capital entre eles e os representantes papais (29 de junho). Em julho, escreveu uma carta para Hormisda e em 520 ele e Justiniano solicitaram a Hormisda um tratado sobre a graça escrito por Fausto de Regina. Em 520, Vitaliano foi designado cônsul, dividindo o cargo com Rustício. Porém, apesar disso, o velho rebelde continuava a ser uma ameaça potencial para Justino e, mais ainda, para seu sobrinho e herdeiro Justiniano. Assim, no mês de julho, foi assassinado dentro do Grande Palácio juntamente com seu secretário Paulo e seu doméstico Celeriano.[c] Segundo João de Niciu, estaria tramando contra Justino; a maior parte dos cronistas, porém, responsabilizam Justiniano que queria se livrar de um potencial rival.